# Emma Wade
Emma Wade (19 december 1980) is een Belizaans atlete, die is gespecialiseerd in de 100 m en de 200 m. Tweemaal nam ze deel aan de Olympische Spelen, maar bleef medailleloos. 

## Biografie
Emma Wade kon zich in 2000 een eerste keer kwalificeren voor de Olympische Spelen. Ze werd uitgeschakeld in de reeksen van de 100 m.
In 2004 kwalificeerde Wade zich opnieuw voor de  Olympische Spelen. Ze werd opnieuw uitgeschakeld in de reeksen, dit keer wel op de 200 m. Ze was vlaggendrager voor Belize tijdens de openingsceremonie.

## Persoonlijke records
Outdoor
| Onderdeel | Prestatie | Datum       | Plaats      |
| --------- | --------- | ----------- | ----------- |
| 100 m     | 11,60 s   | 18 mei 2002 | Atlanta     |
| 200 m     | 22,98 s   | 28 mei 2004 | Gainesville |

Indoor
| Onderdeel | Prestatie | Datum            | Plaats         |
| --------- | --------- | ---------------- | -------------- |
| 200 m     | 24,39 s   | 20 februari 2004 | Landover Hills |
| 400 m     | 55,68 s   | 20 februari 2004 | Landover Hills |